# Pallisentis panadei
Pallisentis panadei är en hakmaskart som beskrevs av Rai 1967. Pallisentis panadei ingår i släktet Pallisentis och familjen Quadrigyridae. Inga underarter finns listade i Catalogue of Life.